# Phim giả tình thật
Phim giả tình thật (đôi khi còn gọi là kịch giả tình thật) là một thành ngữ trong tiếng Việt chỉ đến việc nảy sinh tình yêu lãng mạn giữa hai nhân vật trên sân khấu kịch, trên phim ảnh và trên sóng truyền hình cũng như giữa các thí sinh và người chơi của một chương trình truyền hình thực tế trong suốt thời gian diễn ra chương trình. Khi hai người họ tỏ ra tích cực tham gia vào tình huống "đã được lên kịch bản sẵn" thì có thể gọi là fauxmance. Cụm từ này mới được sáng tạo ra gần đây và đang được sử dụng rộng rãi trên các phương tiện truyền thông.
Thường thì phim giả tình thật xảy ra giữa hai người đóng vai người yêu/người tình của nhau. Chuyện phim giả tình thật cũng có thể nảy sinh do sự tiếp xúc gần gũi giữa các diễn viên trong những tình huống như vậy, hoặc bởi ranh giới mập mờ giữa cảm xúc thật ngoài đời và cảm xúc của nhân vật mình đóng.